# Lotus (papier toilette)
Pour les articles homonymes, voir Lotus.
Lotus est une marque commerciale de produits à usage unique à base de cellulose appartenant à Essity, société issue de la scission de l'entreprise suédoise Svenska Cellulosa Aktiebolaget (SCA) en 2017. La marque est utilisée pour le papier toilette, les mouchoirs, l'essuie-tout, les couche-culottes, les serviettes de table et une gamme d'articles d'hygiène pour l'industrie et les hôpitaux.

## Historique
La marque a été fondée en 1967 par Béghin-Say, numéro un du secteur du sucre en France, également présent dans les cartons d'emballage à Corbehem (Nord) et à Kaysersberg (Haut-Rhin). À l'époque, le secteur des papiers sanitaires était quasiment inexistant en France, mais Ferdinand Béghin décide d'y investir sur le modèle américain, en créant les marques Lotus et Vania. La direction de la division est confiée à Marcel Kilfiger qui en fera rapidement le leader français des papiers domestiques, étendant la gamme aux couches et changes pour bébés, aux articles de table, et aux produits pour l'industrie et les hôpitaux. Aux usines de Kuhnheim et de Kaysersberg viennent s'ajouter celles de Hondouville (près de Rouen) et celle de Gien. À la suite de problèmes financiers, Béghin-Say passe en 1986 sous le contrôle de la société italienne Eridania, une filiale du groupe italien Ferruzzi, qui cède le secteur du papier domestique au papetier américain James River en 1989, lequel est racheté par Georgia-Pacific en 2002
En novembre 2011, Svenska Cellulosa Aktiebolaget (SCA) rachète l'entreprise à Georgia-Pacific pour 1,3 milliard d'euros, rachat validé par la Commission européenne en juillet 2012. En 2014, l'entreprise élargit son offre en proposant des papiers parfumés.
En 2017, après la scission de Svenska Cellulosa Aktiebolaget, Lotus devient la propriété de Essity.

## Produits
Lotus fait partie du portefeuille de marques de SCA, aux côtés de Okay et Moltonel. En 2009, le groupe est l'un des leaders du marché français de papier toilette, de l'essuie-tout et des mouchoirs pour les particuliers.
En 2011, la marque annonce qu'elle va commercialiser un rouleau de papier toilette contenant un tube biodégradable à base d'amidon,,. Depuis cette date, tous les tubes en carton des papiers toilette du groupe ont été remplacés par ces tubes, nommés « Aqua Tube ». En 2014, à la suite d'une enquête de l'Union fédérale des consommateurs—Que choisir, la Mairie de Paris remet en cause l'intérêt écologique de ce tube biodégradable qui représente une charge supplémentaire pour le réseau d'assainissement de l'eau.
En 2018, Lotus lance le nouveau Moltonel, 2 fois plus long et sans tube 

## Publicité
La marque est connue pour ses campagnes de publicité télévisées, mettant en scène des enfants depuis les années 1970. En 2008, elle lance une nouvelle campagne illustrant le concept de « pause Lotus ». En 2010, la campagne est récompensée par un prix Effie.
En 2016, Lotus confie sa nouvelle campagne à Publicis Conseil avec des spots mettant en scène une créature timide et affable aux allures de yéti.

## Organisation
Le papier toilette Lotus et Moltonel, ainsi que l'essuie-tout Okay sont principalement fabriqués dans deux des quatre usines françaises du groupe SCA : l'usine de Gien, dans le Loiret, et celle de Kunheim, dans le Haut-Rhin, site qui accueille le Centre de Recherche & Développement mondial de SCA pour le papier d’essuyage,.